# مبرهنة غاوس-بونيه
مبرهنة غاوس-بونيه أو صيغة مبرهنة غاوس-بونيه في الهندسة التفاضلية هي بيان مهم حول السطوح، يربط هندسة هاته السطوح من حيث الانحناء من جهة، وبطوبولوجيتها من حيث مميزة أويلر من جهة ثانية.
سميت هذه المبرهنة هكذا نسبة لعالم الرياضيات الألماني كارل فريدريش غاوس و عالم الرياضيات الفرنسي بيير بونيه.